# Justin Dentmon
Justin Lorenzo Dentmon (* 5. September 1985 in Carbondale, Illinois) ist ein US-amerikanischer Basketballspieler. Nach dem Studium in seinem Heimatland startete Dentmon eine professionelle Karriere, die ihn in die NBA Development League (D-League), zu einzelnen Spielen in der am höchsten dotierten Profiliga NBA, Europa und seit 2014 auch in die Chinese Basketball Association führte. Dentmon gewann mit der Basketballnationalmannschaft der Vereinigten Staaten bei den Panamerikanischen Spielen 2011 eine Bronzemedaille und wurde als Most Valuable Player der regulären Saison der D-League 2012 ausgezeichnet, als er mit den Austin Toros die Meisterschaft dieser Liga gewann. Zudem wurde er 2014 mit Žalgiris Kaunas litauischer Meister.

## Karriere
Nach der Schule in seiner Heimatstadt in Illinois besuchte Dentmon noch die „Prep School“ The Winchendon School in Massachusetts an der US-amerikanischen Ostküste, bevor er einen Studienplatz an der University of Washington an der Westküste bekam. Hier spielte er ab 2005 für die Hochschulmannschaft Huskies Basketball in der Pacific-12 Conference (Pac-12) der NCAA. In seinem ersten Jahr erreichten die Huskies das landesweite NCAA-Endrundenturnier, bei dem sie gegen die topgesetzte gleichnamige Mannschaft der University of Connecticut erst in der Verlängerung im Achtelfinale Sweet Sixteen ausschieden. Nachdem Brandon Roy Profi in der NBA geworden war, erreichten die Washington Huskies erst 2009 wieder das Endrundenturnier, in dem sie diesmal bereits in der zweiten Runde gegen die Boilermakers der Purdue University scheiterten. In der NBA-Draft 2009 wurde Dentmon von keinem Klub der NBA berücksichtigt.
Dentmon startete seine professionellen Karriere bei Hapoel aus Afula in der Saison 2009/10. Der Erstliga-Rückkehrer in die israelische Ligat ha’Al konnte auch dank Liga-Topscorer Dentmon in den Play-downs den sportlichen Klassenerhalt erreichen. Nachdem der Verein sich aus wirtschaftlichen Gründen trotzdem aus der höchsten Spielklasse für die folgende Saison zurückgezogen hatte, spielte Dentmon nach der NBA Summer League 2010 bei den Memphis Grizzlies in der folgenden Saison 2010/11 in der NBA Development League (D-League) für die Texas Legends aus Frisco (Texas). Die Legends erreichten am Saisonende noch die Play-offs der D-League 2011, in denen sie in der ersten Runde gegen die Tulsa 66ers ausschieden. In den, bezogen auf die Nordhalbkugel, Sommermonaten 2011 spielte Dentmon in Lateinamerika im venezolanischen Aragua und in San Pedro de Macorís in der Dominikanischen Republik. Bei den Panamerikanischen Spielen 2011 in der zweiten Oktoberhälfte 2011, in der üblicherweise in den professionellen Ligen der Nordhalbkugel der Saisonstart bereits vollzogen oder kurz bevorsteht, wurde die Basketballnationalmannschaft der Vereinigten Staaten erstmals bei diesem Wettbewerb nicht mehr aus Spielern der NCAA, sondern aus Spielern der D-League gebildet. Mit der Auswahl, der unter anderem Blake Ahearn, Jerome Dyson, Moses Ehambe, Donald Sloan und Greg Stiemsma angehörten, gewann Dentmon bei den Spielen 2011 nach einer Halbfinalniederlage gegen Gastgeber Mexiko im „kleinen Finale“ gegen die Dominikanische Republik die Bronzemedaille.
Vor Ende des Lockouts der NBA 2011 spielte Dentmon in der Saisonvorbereitung für die New Orleans Hornets und mit Beginn der D-League-Saison 2011/12 für die Toros aus Austin (Texas), den texanischen Ligakonkurrenten der Legends. Bei den Toros konnte Dentmon seine Effektivität pro Spiel noch leicht steigern und bekam gegen Saisonende zwei „Call-ups“ in Form von Zehn-Tages-Verträgen bei den San Antonio Spurs und der Toronto Raptors, für die er insgesamt bis Mitte April 2012 sechs Einsätze hatte. Nachdem Dentmon als Most Valuable Player der regulären Saison ausgezeichnet worden war, besiegten die Toros in den Play-offs der D-League in der Finalserie die Los Angeles D-Fenders, die zuvor die beste Bilanz in der regulären Saison hatten. Nach dem Saisonende der D-League wurde er für die Play-offs der italienischen Lega Basket Serie A vom dortigen Rekordmeister Olimpia Armani aus Mailand verpflichtet. Dentmon wurde jedoch nur in drei Spielen im Viertelfinale eingesetzt, während die Mannschaft später die Finalserie gegen Serienmeister Montepaschi Siena verlor und die Vizemeisterschaft errang. Nach der Summer League 2012 bei den Dallas Mavericks kehrte er jedoch zunächst zu den Toros für die D-League-Saison 2012/13 zurück, doch in einem Spielertausch kam er im Januar 2013 zu den Texas Legends. Über das Farmteam der Mavericks erhielt er jetzt auch einen Call-up der Mavs, für die er Ende März 2013 zwei weitere Kurzeinsätze in der NBA hatte. Nachdem die Legends am Saisonende die Play-offs der D-League verpasst hatten, spielte Dentmon im Sommer 2013 in der Baloncesto Superior Nacional auf Puerto Rico für die Capitanes aus Arecibo.
In der Saison 2013/14 spielte Dentmon für den litauischen Meister Žalgiris aus Kaunas. In der EuroLeague 2013/14 konnte die Mannschaft am letzten Vorrundenspieltag in Bamberg bei den Brose Baskets das Spiel im letzten Viertel noch drehen und sich damit endgültig für die Zwischenrunde qualifizieren, während der deutsche Meister ausgeschieden war. Wie im Hinspiel, als er als „Spieler der Woche“ von der ULEB ausgezeichnet worden war, war Dentmon erneut bester Punktesammler und leitete damit den Anfang vom Ende der „Ära Fleming“ ein. In der Zwischenrunde Top 16 im höchstrangigen europäischen Vereinswettbewerb wurde Dentmon erneut zweimal als Spieler der Woche geehrt, trotzdem verpasste die Mannschaft die Qualifikation für die Viertelfinal-Play-offs deutlich nach nur zwei Siegen, für die Dentmon als effektivster Spieler einer Siegermannschaft die Auszeichnung bekam, in 14 Zwischenrundenspielen. In der litauischen Meisterschaft reichte es erneut zur Titelverteidigung für Žalgiris. Zur Saison 2014/15 wechselte Dentmon in die Chinese Basketball Association zu den DoubleStar Eagles aus Qingdao.